# Begonia catharinensis
Espèce
Begonia catharinensis est une espèce de plantes de la famille des Begoniaceae.
L'espèce fait partie de la section Pritzelia.
Elle a été décrite en 1945 par Alexander Curt Brade (1881-1971). L'épithète spécifique catharinensis évoque l'état de Santa Catarina où cette espèce a été découverte.

## Répartition géographique
Cette espèce est originaire du pays suivant : Brésil.